# Michel Comte
Michel Comte (Zurigo, 19 novembre 1954) è un fotografo svizzero.

## Biografia
Nato in Svizzera, si è formato come restauratore d'arte. Fotografo autodidatta, alla fine degli anni settanta ha realizzato le sue prime campagne promozionali internazionali per Ungaro e Chloé. Nel 1979 si è trasferito a Parigi e nel 1981 a New York, dove ha iniziato a collaborare con Vogue America. In seguito si è spostato a Los Angeles.
Ha lavorato per marchi famosi fra cui Armani, BMW, Cool Water, Dolce & Gabbana, Ferrari, Gianfranco Ferré, Jaguar, Lancôme, Mercedes-Benz, Nike, Revlon e Swatch.
Ha realizzato ritratti di numerose celebrità. Nel 2008 una sua fotografia del 1993 di Carla Bruni, nel frattempo diventata moglie di Nicolas Sarkozy, è stata venduta all'asta da Christie's per 91 000 $.

## Filmografia
- The Girl from Nagasaki, co-diretto con Ayako Yoshida (2013)